# Cambeses (Monção)
Cambeses es una freguesia portuguesa del concelho de Monção, en el distrito de Viana do Castelo, con 4,17 km² de superficie y 496 habitantes (2011). Su densidad de población es de 118,9 hab/km².